# Rom (Star Trek)
Pour les articles homonymes, voir Rom.
Rom est un personnage de l'univers fictif de Star Trek, et plus particulièrement de la série Deep Space Nine. Il est interprété par Max Grodénchik. 

## Biographie
En dépit des rumeurs notamment colportées par son frère aîné Quark et prétendant qu'il aurait été adopté, Rom, né sur la planète Ferenginar en 2335, est le fils cadet de Keldar et d'Ishka (qu'il n'a jamais cessé d'appeler « Moogie »).
À l'instar de la plupart de ses compatriotes férengis, il dissimule l'arrière de son crâne proéminent et bosselé sous une sorte de bandeau de tissu fixé derrière ses oreilles dont les pavillons et les lobes, relativement moins développés que ceux de ses semblables, lui ont valu tout au long de son enfance de nombreuses moqueries. De taille modeste, il possède en outre des dents irrégulièrement implantées qui lui donnent une diction chuintante. Ses yeux sombres sont quant à eux empreints d'une bonté naïve et attendrissante.
La naïveté est d'ailleurs l'un des principaux traits de caractère de ce Férengi, assortie des nombreux inconvénients et des rares avantages qu'elle implique. Régulièrement floué par Quark, il est ainsi presque totalement incapable de ressentiment à son encontre et il hésite très rarement à lui venir en aide.
À peine parvenu à l'âge adulte, il est présenté à Prinadora et contracte avec elle un mariage dont la durée standard est tout d'abord fixée à cinq ans. De cette union naît un fils, Nog, tandis que le jeune père se découvre envers son épouse des sentiments qui le poussent à prolonger le contrat initial. Pour avoir négligé la lecture des clauses les moins visibles de ce document, l'infortuné conjoint est toutefois dépossédé de l'argent qui lui appartenait au profit exclusif du père de Prinadora. Cette dernière abandonne par ailleurs son époux et son fils afin d'épouser un homme plus riche.
Rom quitte la maison de ses parents (dont son mariage n'avait pas suffi à l'éloigner) en 2361, dix ans après le départ de Quark. N'ayant pas davantage l'esprit d'initiative que son père, il renonce cependant à son penchant pour l'électromécanique et même s'il est dénué de tout sens des affaires, il se plie aux traditions de son peuple en s'engageant dans la voie aléatoire du profit. Incapable d'assumer seul ce « choix », il est bientôt amené à travailler pour le compte de son frère Quark et rejoint donc ce dernier sur la station orbitale cardassienne Terok Nor (future Deep Space Nine).
Indéniablement performant dans le domaine des réparations diverses, Rom éprouve toutefois des scrupules aussi tenaces qu'injustifiés à l'idée de quitter le service de Quark afin de donner libre cours à ses aptitudes naturelles.
À l'inverse de la plupart des Férengis, il déteste en effet plus que tout l'idée que ceux qu'il côtoie puissent se trouver dans l'embarras par sa faute, ce qui l'amène régulièrement à douter du bien-fondé de ses propres décisions. Ses autres sujets d'inquiétude concernent sa famille, qu'il s'agisse des extravagances de sa mère ou de l'avenir de Nog (il tient en effet à tout prix à préserver son fils de désillusions semblables à celles qu'il a lui-même subies).	
Rom assiste en 2369 à l'arrivée sur DS9 des Bajorans enfin libérés du joug cardassien puis à celle des représentants de Starfleet, et il se prépare à plier bagage jusqu'au moment où Quark accepte que son établissement reste ouvert à la demande des nouveaux administrateurs de la station. Rapidement invité à inscrire son fils Nog dans la classe installée sur place par Keiko O'Brien, il oppose à cette dernière des arguments de principe avant de se rallier à un avis qu'il n'a jamais été loin de partager. 
Lorsque le Grand Nagus Zek en personne se fend d'une visite quelques mois plus tard, Rom est contraint de lui abandonner ses quartiers jusqu'à ce que le dirigeant de l'Alliance férengie soit donné pour mort. Convaincu par les arguments de Krax, le fils de Zek, il tente ensuite par deux fois d'assassiner son propre frère temporairement devenu le successeur du Nagus. Lorsque Zek réapparaît afin d'expliquer les raisons de sa petite mise en scène, le père de Nog n'a plus qu'à supplier Quark de bien vouloir lui pardonner sa conduite.
Au cours de l'année 2370, Rom accueille une nouvelle fois le Nagus Zek puis il assiste à un accident dans lequel son frère est à deux doigts de perdre la vie. Il se trouve alors cruellement partagé entre la tentation de se réjouir de l'héritage qui résulterait d'une telle disparition et le chagrin qu'il ne peut s'empêcher de ressentir. Convaincu qu'il ne réalisera jamais aucun profit pour son propre compte en restant au service de Quark, il accepte bientôt de s'associer au réfugié El-Aurian Mazur Martus lorsque ce dernier ouvre un établissement de jeu concurrent sur la promenade de Deep Space Nine. Après avoir réalisé qu'il n'a fait que quitter une forme d'exploitation pour une autre, Rom décide toutefois qu'il est préférable de subir des brimades lorsqu'elles émanent d'un membre de sa propre famille et il retourne auprès de son aîné.
En 2371, devant la détermination de son fils à entrer à l'Académie de Starfleet, le Férengi hésite tout d'abord entre la position de Nog et celle de Quark (si radicalement opposées qu'elles débouchent sur un conflit ouvert auquel Rom refuse initialement d'être mêlé). Il décide pourtant en fin de compte de soutenir son fils coûte que coûte, allant jusqu'à menacer Quark des pires représailles s'il tente de saboter les tests que doit subir Nog afin de devenir cadet.  
En 2372, Rom est donc particulièrement fier d'accompagner son fils sur Terre lors de l'entrée de ce dernier à l'Académie. Le voyage à bord de leur navette, pilotée par Quark, les conduit cependant accidentellement sur le site de Roswell (Nouveau-Mexique) au milieu du XXe siècle. De retour sur la station, le père de Nog est placé à la tête d'un syndicat regroupant les personnes engagées par son frère, unanimement insatisfaites quant à leurs conditions de travail. Cette organisation atypique (pompeusement baptisée « Guilde des Employés du Restaurant et du Casino ») attire rapidement les foudres de l'Autorité commerciale férengie. Les négociations engagées, menées aussi discrètement que possible afin de ne pas éveiller les soupçons du liquidateur Brunt chargé de l'affaire, se poursuivent toutefois jusqu'à ce que les syndicalistes obtiennent la satisfaction de la plupart de leurs revendications. Malgré cette importante victoire, Rom quitte le service de Quark peu de temps après pour devenir technicien stagiaire chargé de la maintenance des équipements de DS9. Sa capacité exceptionnelle à diagnostiquer les problèmes d'ingénierie et à leur trouver une solution lui vaut d'ailleurs rapidement le respect admiratif de ses collègues les plus expérimentés.
Depuis longtemps fasciné par les Dabo Girls du bar de Quark, le Férengi tombe éperdument amoureux de la plantureuse Bajorane Leeta en 2373. Après bien de difficultés, il finit par lui déclarer sa flamme et évite ainsi le départ de la jeune femme pour Jupiter, où elle s'apprêtait à suivre le docteur Lewis Zimmerman. Rom et Leeta se marient sur Deep Space Nine à la fin de la même année, peu avant l'évacuation de la station devant l'arrivée imminente des Cardassiens et de leurs nouveaux alliés du Dominion.
Au tout début de l'année 2374, Rom choisit de ne pas émigrer et d'œuvrer aux côtés du major Kira mais il se voit accusé de sabotage et il est arrêté par les Cardassiens à nouveau maîtres de la station. Le double jeu auquel se livre Quark auprès des autorités cardassiennes n'ayant apparemment pas suffi à obtenir sa mise en liberté, le père de Nog, bientôt rejoint dans le quartier de détention par Jake Sisko, Kira et Leeta, est tout de même libéré par son frère avec la complicité active de Tora Ziyal, la fille de Gul Dukat (laquelle doit bientôt payer ce geste de sa vie puisqu'elle est abattue sans pitié par Damar, l'adjoint zélé de son père). Quelque temps plus tard, Rom se joint enfin à son frère Quark et à une poignée d'autres Férengis afin de libérer leur mère, l'impétueuse Ishka (dont le fils cadet apprend au passage la liaison avec Zek) ayant été enlevée par le Dominion.
Le Grand Nagus est d'ailleurs amené peu après à rallier Deep Space Nine en compagnie de sa fidèle maîtresse, prête à tout pour aider Zek à conserver un titre que Brunt est sur le point de se voir officiellement décerner par l'Autorité commerciale férengie. Rom propose naturellement son aide et tente sans succès de contacter les investisseurs les plus influents de l'Alliance avant de donner quelques cours de séduction à Quark afin qu'il puisse assumer au mieux le rôle de l'affriolante « Lumba » auprès de Nilva (véritable « empereur » du soda sur Ferenginar dont l'appui peut se révéler décisif). 
En 2375, au terme du conflit entre la Fédération et ses ennemis venus du Quadrant Gamma, Rom est finalement choisi contre toute attente pour devenir le nouveau Grand Nagus de son peuple.